# Ibrahim Aliyu
Ibrahim Aliyu (Kano, 16 gennaio 2002) è un calciatore nigeriano, attaccante del Columbus Crew.

## Carriera

### Club
Il 17 febbraio 2020 viene acquistato a titolo definitivo per 50.000 euro dalla squadra croata del Lokomotiva Zagabria.
Il 25 aprile 2023 viene acquistato a titolo definitivo per 2.1 milioni di euro dalla squadra americana degli Houston Dynamo.

## Statistiche

### Presenze e reti nei club
Statistiche aggiornate al 21 maggio 2023.
| Stagione                   | Squadra                    | Campionato                 | Campionato | Campionato | Coppe nazionali | Coppe nazionali | Coppe nazionali | Coppe continentali | Coppe continentali | Coppe continentali | Altre coppe | Altre coppe | Altre coppe | Totale | Totale |
| Stagione                   | Squadra                    | Comp                       | Pres       | Reti       | Comp            | Pres            | Reti            | Comp               | Pres               | Reti               | Comp        | Pres        | Reti        | Pres   | Reti   |
| -------------------------- | -------------------------- | -------------------------- | ---------- | ---------- | --------------- | --------------- | --------------- | ------------------ | ------------------ | ------------------ | ----------- | ----------- | ----------- | ------ | ------ |
| 2020-2021                  | Lokomotiva Zagabria        | 1. HNL                     | 19         | 2          | CC              | 2               | 1               | UCL+UEL            | -                  | -                  | -           | -           | -           | 21     | 3      |
| 2021-2022                  | Lokomotiva Zagabria        | 1. HNL                     | 34         | 7          | CC              | 1               | 1               | -                  | -                  | -                  | -           | -           | -           | 35     | 8      |
| 2022-apr. 2023             | Lokomotiva Zagabria        | 1. HNL                     | 26         | 6          | CC              | 2               | 1               | -                  | -                  | -                  | -           | -           | -           | 28     | 7      |
| Totale Lokomotiva Zagabria | Totale Lokomotiva Zagabria | Totale Lokomotiva Zagabria | 79         | 15         |                 | 5               | 3               |                    | 0                  | 0                  |             | -           | -           | 84     | 18     |
| 2023                       | Houston Dynamo             | MLS                        | 3          | 0          | OC              | 1               | 0               | -                  | -                  | -                  | -           | -           | -           | 4      | 0      |
| Totale carriera            | Totale carriera            | Totale carriera            | 82         | 15         |                 | 6               | 3               |                    | 0                  | 0                  |             | -           | -           | 88     | 18     |

## Palmarès
- Lamar Hunt U.S. Open Cup: 1

Houston Dynamo: 2023